# Горбачова Юлія Борисівна
Юлія Горбачова (ест. Julia Gorbatšjova; 21 червня 1975, Таллінн, Естонська РСР, СРСР — 25 листопада 2004, Таллінн, Естонія) — констебль кінологічної служби підрозділу швидкого реагування відділу охорони правопорядку Пиьяської префектури поліції Естонії, перша загибла при виконанні службових обов'язків жінка-поліцейська в Естонії після відновлення незалежності країни.

## Життєпис
Юлія Горбачова народилася 21 червня 1974 року в Таллінні. 1991 року закінчила Талліннську середню школу № 40, а 2001 року — Естонську сільськогосподарську академію за спеціальністю ветеринарія. У 1992—1993 роках працювала кінологинею в розпліднику поліцейських собак Державного департаменту поліції Естонської Республіки, у 1997—2004 роках — продавчинею в магазині товарів для домашніх тварин.
Роботу в поліції відновила у квітні 2004 року. Колеги пам'ятають її як сумлінну працівницю. Вона любила тварин і захоплювалася спортом, її улюбленими заняттями були верхова їзда та катання на лижах.

## Загибель
25 листопада 2004 року о 2:48 до будинку номер 43 по вулиці Їйсмяе жінка викликала поліцію, повідомивши про чоловіка, що самовільно вторгся в її квартиру через балкон, і його погрози. Як з'ясувалося пізніше, зловмисником виявився 50-річний Євген Івашкевич, сантехнік за фахом, який раніше вже затримувався поліцією за хуліганство та кримінальні проступки. Він був розлючений відмовою цієї жінки продовжувати з ним близькі стосунки.
Коли перший патруль прибув на місце і поліцейські піднялися на четвертий поверх, їм назустріч вибігла жінка, яка попередила їх, що зловмисник озброєний. Поліцейському, який увійшов до квартири, Івашкевич крикнув, що «розмаже його по стіні». Тоді ж поліцейський між розкритими полами куртки Івашкевича помітив вибуховий пристрій на поясі. Поліцейський вважав за краще вийти і замкнути Івашкевича у квартирі, але оскільки жінка повідомила, що в квартирі перебуває ще одна людина, поліцейські повторно увійшли до приміщення, щоб вивести його. Івашкевич, ніби заспокоївшись, також вийшов із квартири і почав спускатися з поліцейськими сходами, а потім вибіг надвір. Поліцейські кинулися за ним, але тому вдалося втекти в темряві.
Тим часом поліцейські викликали на допомогу другий патруль, повідомивши, що злочинець має вибухівку. Ельмар Вахер, в даний час генеральний директор Департаменту поліції та прикордонної охорони, прибув на місце події як переговорник, але до переговорів справа не дійшла. Друга патрульна машина — поліцейський мікроавтобус — зупинилася на розі будинку за адресою вул. Ийсмяе, № 23. Саме вона перегородила шлях злочинцеві. У машині знаходилися кінологиня Юлія Горбачова з поліцейським службовим собакою та напарник Горбачової, 39-річний Райго. Івашкевич стояв біля стіни будинку, з трьох боків оточений поліцейськими. Руки в нього були в кишенях, тому поліція не мала причин стріляти. Несподівано Івашкевич добіг до мікроавтобуса та стрибнув усередину з боку, де сиділа Горбачова. Він схопив її за шию і крикнув: «Поїхали чи злетимо!». Райго вибіг з машини і, оббігши її довкола, почав витягувати з неї Івашкевича. У цей момент до них під'їхав перший патруль і підбігли поліцейські. Пізніше Райго згадував, що коли він тягнув Івашкевича, пояс злочинця застряг за ручним гальмом авто, і він потягнув за нього. Пролунав вибух. На годиннику було 3:22. Івашкевича розірвало на шматки. Вибухова хвиля відкинула Райго на 20 метрів і вдарила об сосну. Райго отримав тяжкі поранення і місяць пробув у комі; його врятував бронежилет. На місці події загинув службовий собака. Двоє інших поліцейських, які знаходилися біля машини, отримали важкі поранення, ще кілька поліцейських отримали легкі поранення.
Потужність бомби, що вибухнула, була оцінена експертами приблизно в кілограм тротилового еквівалента.
Юлія Горбачова померла в машині швидкої допомоги на шляху до лікарні. Похована на Талліннському цвинтарі Лійва.
Загиблій поліцейській службовій вівчарці на прізвисько Браян естонська держава встановила кам'яний пам'ятний знак.
Батьки Юлії Горбачової, Галина та Борис (1934—2020) Горбачови, отримали від естонської держави грошову компенсацію в розмірі 1,2 млн крон (зарплата Юлії за 10 років роботи).

## Нагороди
Посмертно нагороджена Хрестом поліції «За заслуги» І класу (ест. Politsei Teeneterist I klassi).